# Onthophagus tesquorum
Onthophagus tesquorum là một loài bọ cánh cứng trong họ Bọ hung (Scarabaeidae).